# オリゲネス

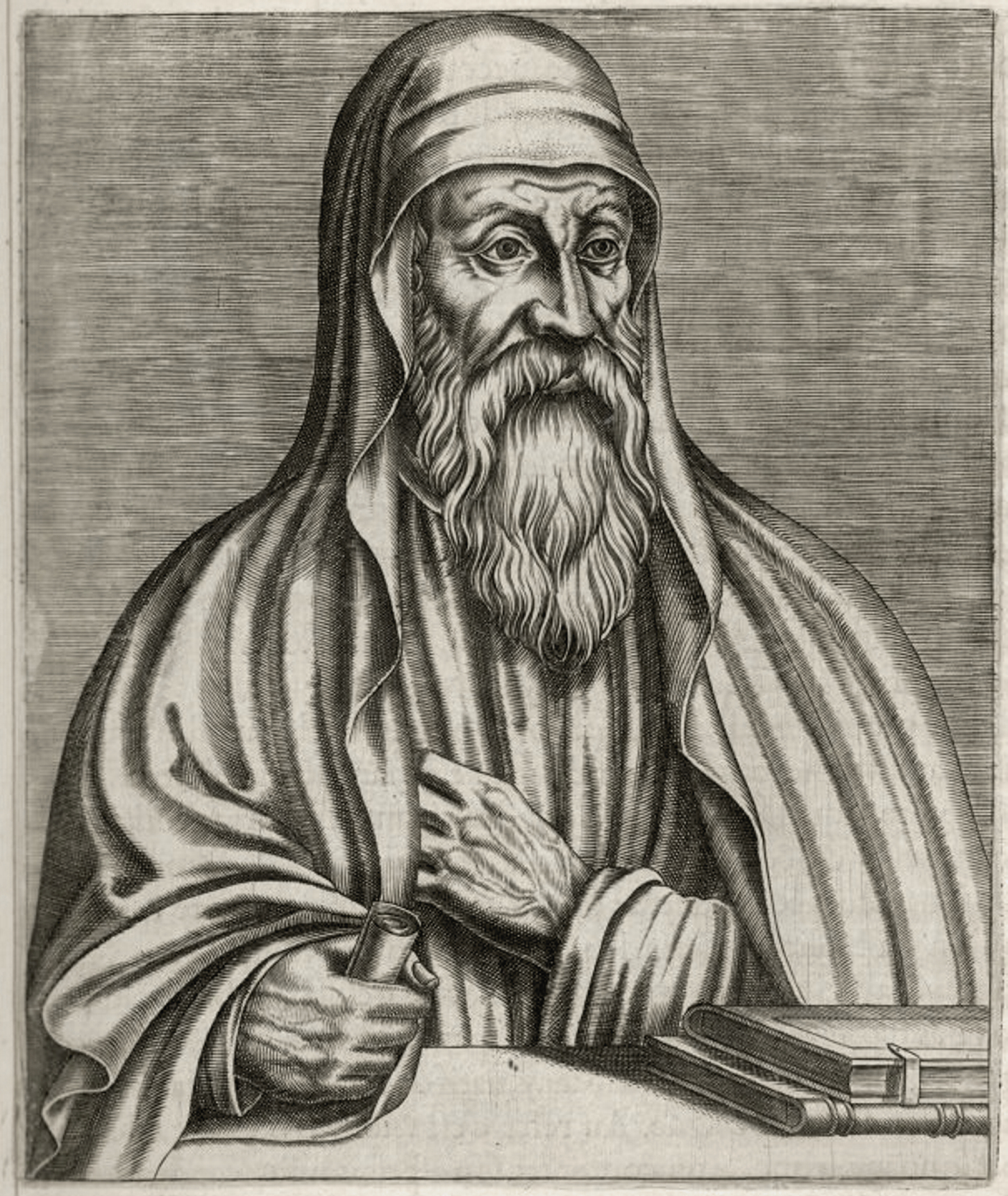
オリゲネス

オリゲネス（Origenes Adamantius, 185年頃 - 254年頃）は、古代キリスト教最大の神学者。いわゆるギリシア教父とよばれる神学者群の一人で、アレクサンドリア学派といわれるグループの代表的存在。『諸原理について』（De Principiis）など膨大な著作を著したが、死後異端の疑惑をかけられたため、多くの著作が処分された。キリスト教の教義学を初めて確立し、その後の西欧思想史に大きな影響を与えたと評される。

## 生涯
オリゲネスの生涯はエウセビオスの『教会史』に詳しい。
アレクサンドリアの裕福なキリスト教徒の家庭で七人兄弟の長男として生まれたオリゲネスは、幼い頃から父レオニデスについて聖書を学んだ。セプティミウス・セウェルス帝のキリスト教徒迫害のさなかに、父が殉教。若かったオリゲネスも自ら殉教に加わろうとしたが、母親が衣服を隠して外に出ることができないようにしたため、家にとどまって殉教を免れた。一族の財産も没収されたが、オリゲネスの才能を惜しんだ篤志家の援助を受けて勉学を続けることができたため、アンモニオス・サッカスという学者に師事してギリシア哲学を学んだ。
エウセビオスは、オリゲネスがアレクサンドリアに滞在していたクレメンスに学んだと記している。キリスト教が迫害されていたにもかかわらず、オリゲネスはアレクサンドリアにディダスカレイオンというキリスト教学校を開設してそこで教えた。迫害が終わったあと、同学校は主教（司教）の正式な認可を得て発展し、アレクサンドリア学派の拠点となった。
しかしオリゲネスの名声をよく思わないアレクサンドリアの主教デメトリオスとの間でトラブルが起きたため、パレスティナへ移り、カイサリアで同じようなキリスト教学校を開設した。オリゲネスは福音の精神を完全に生きようと自ら去勢していたという説もあるが、真相はわからない。
249年、デキウス帝による迫害のさなかに捕えられ、獄に投じられ、過酷な拷問を受けた。皇帝の死によって迫害が終わった後で解放されたが、獄中で体調を崩しており、まもなく亡くなった。

## 思想
オリゲネスの世界観や歴史観は、その師であるクレメンスとよく似ており、新プラトン主義（ネオプラトニズム）の影響を強く受けたものであった。プラトンの『ティマイオス』と旧約聖書の『創世記』の世界創造の記述を融合しようとし、「創造とは神が無に自分の存在を分かち与えたことである」と唱えた。『諸原理について』が現存する代表的著作だが、そこでは神、世界、人間、人間の神への回帰などが論じられている。オリゲネスの思想の特徴として、聖書の記述を字義通りでなく、なんらかの比喩として解釈する比喩的聖書解釈の手法があげられる。
オリゲネスは膨大な著作を残したが、死後300年たった553年に異端の宣告を受けたため、著作の多くが失われた。オリゲネスが異端の疑惑をうけたのは以下のような理由からであった。
1. 人間の救いについての「すべてのものが完全に救われる」という思想が人間の自由意志の問題と矛盾すると考えられたため。
2. 魂が先在するという思想が「人間ははじめから魂と肉体を持つ」という考え方と矛盾すると考えられたため。
3. 三位一体理解において父なる神が子なる神より役割的に上にあるという従属説（英語版）的理解が問題とされたため。

死後300年を経た6世紀にもなって異端宣告が出されたのは、オリゲネス本人に対するというよりは、彼の追随者を称する者への影響力を考慮したからと考えられる。

## 主要な著書
主要著作は創文社「キリスト教古典叢書」および教文館「キリスト教教父著作集」に収録されている。
- 『諸原理について』…オリゲネスの代表的著作、比喩的聖書解釈の手法で知られる。
  - 一巻 神（第一原理）、精神的諸存在（天使・英知）について
  - 二巻 物質世界、罪、救いについて
  - 三巻 徳、自由（人間の神への回帰）について
  - 四巻 全体の方法論的反省、源泉について

- 『ヘクサプラ』
  - 旧約聖書の六つのテキスト【ヘブライ語、ヘブライ語（ギリシア語音訳）、ギリシア語（七十人訳、シュンマコス、アキュラ、テオドティオン】を対照した書。ヘブライ語を知らない人でも、ヘブライ語聖書の発音がどのようなものかを知ることができる。

- 『ケルソス駁論』
- 『マタイ福音書注解』
- 『ヨハネ福音書注解』
- 『雅歌註解』
- 『雅歌講話』
- 『ロマ書註解』

- 『創世記講話』
- 『出エジプト記講話」
- 『レビ記講話」
- 『民数記講話」
- 『ヨシュア記講話』
- 『士師記講話』

- 『サムエル記講話』
- 『詩編講話』
- 『イザヤ書講話』
- 『エレミア書講話』
- 『エゼキエル書講話』
- 『ルカ福音書講話』

- 『過越について』
- 『ヘラクレイデスとの対話』
- 『祈りについて』
- 『殉教の勧め』

## 日本語訳
- オリゲネス 著、小高毅 訳『諸原理について』創文社〈キリスト教古典叢書〉、1978年。ISBN 4423392097。
- オリゲネス 著、小高毅 訳『雅歌注解・講話』創文社〈キリスト教古典叢書〉、1982年。ISBN 4423392100。
- オリゲネス 著、小高毅 訳『ヨハネによる福音注解』創文社〈キリスト教古典叢書〉、1984年。ISBN 4423392119。
- オリゲネス 著、小高毅 訳『祈りについて;殉教の勧め』創文社〈キリスト教古典叢書〉、1985年。ISBN 4423392127。
- オリゲネス 著、小高毅 訳『ヘラクレイデスとの対話』創文社〈キリスト教古典叢書〉、1986年。ISBN 4423392135。
- オリゲネス 著、小高毅 訳『ローマの信徒への手紙注解』創文社〈キリスト教古典叢書〉、1990年。ISBN 4423392143。
- オリゲネス 著、小高毅 訳、小高毅（編訳） 編『中世思想原典集成１ 初期ギリシア教父』平凡社、1995年、495–630頁。ISBN 4582734111。（「創世記講話・出エジプト記講話・民数記講話」所収）
- オリゲネス 著、出村みや子 訳『ケルソス駁論 I』教文館〈キリスト教教父著作集〉、1987年。ISBN 4764229080。
- オリゲネス 著、出村みや子 訳『ケルソス駁論 II』教文館〈キリスト教教父著作集〉、1997年。ISBN 4764229099。
- オリゲネス 著、出村みや子 訳『ケルソス駁論 III』教文館〈キリスト教教父著作集〉、2022年。ISBN 4764229102。